# Сироти мали хрчки 2010
Сироти мали хрчки 2010 је српски филм снимљен 2003. године који је режирао Слободан Шијан.